# Manga (Manga)
Pour les articles homonymes, voir Manga (homonymie).
Ne dont être confondue avec le village de Manga (Toéni).
Cet article concerne la ville chef-lieu. Pour le département et la commune urbaine, voir Manga (département).
Manga est une ville et le chef-lieu du département et la commune urbaine de Manga situé dans la province du Zoundwéogo et la région du Nazinon au Burkina Faso ; elle est également le chef-lieu de la province et de la région.

## Géographie

### Situation et environnement
Manga — qui est la plus importante ville de la province — est localisé à environ 70 km au sud-est de Ouagadougou.

### Démographie
| 2003   | 2006   | 2012 |
| ------ | ------ | ---- |
| 14 035 | 19 860 | -    |

## Administration

### Secteurs administratifs
La ville de Manga est administrativement divisée en cinq secteurs (données de population consolidées en 2012, issues du recensement général de 2006) :
- Secteur 1 (3 833 habitants)
- Secteur 2 (3 244 habitants)
- Secteur 3 (6 046 habitants)
- Secteur 4 (2 943 habitants)
- Secteur 5 (3 794 habitants

### Services publics
Manga accueille une annexe du Ministère de la Jeunesse, de la Formation professionnelle et de l'emploi, la Direction des sports et des loisirs, ainsi que la trésorerie régionale et sa direction des impôts.
Un important poste régional de gendarmerie est également présent dans le centre de la ville. 

## Économie
Grand pôle de commerce régional, l'économie de la ville est basée sur ses échanges marchands entre le centre et le sud du pays, ainsi qu'avec le Ghana. La ville bénéficie également de sa proximité (25 km au nord-est) avec le parc national Kaboré-Tambi attirant les visiteurs.

## Transports
La ville est traversée par la route nationale 29 qui relie :
- d'une part Guiba au nord-ouest, où elle se connecte à la route nationale 17 qui relie d'ouest à l'est Nioryida (connecté à la capitale nationale Ouagadougou par la route nationale 5) à Tenkodogo et Ouargaye, puis vers le sud-est Sangha et la frontière tologolaise)
- d'autre part Zabré au sud-est, et au-delà vers la frontière ghanéenne).

## Santé et éducation
Manga accueille le centre médical avec antenne chirurgicale (CMA) du département ainsi qu'un centre de santé et de promotion sociale (CSPS).
La ville possède de nombreuses écoles primaires, ainsi qu'un collège d'enseignement général (CEG).

## Culture et patrimoine

### Religion
Manga est le siège du diocèse de Manga (créé en 1919 et divisé en six paroisses) rattaché à la cathédrale Notre-Dame de l'Assomption de Manga érigée en 1958.